# Championnats d'Asie d'athlétisme 2013
Navigation
Les 20es Championnats d'Asie d'athlétisme se déroulent du 3 au 7 juillet 2013 à Pune, en Inde.

## Résultats

### Hommes
| Épreuves | Or | Argent                                                                            | Bronze                                                                                          |
| --- | --- | --------------------------------------------------------------------------------- | ----------------------------------------------------------------------------------------------- |
| 100 m | Su Bingtian 10 s 17                                                                                      | Samuel Francis 10 s 27                                                            | Barakat al-Harthi 10 s 30                                                                       |
| 200 m | Xie Zhenye 20 s 87 (+ 0,7)                                                                               | Fahhad al-Subaie 20 s 92                                                          | Kei Takase 20 s 92                                                                              |
| 400 m | Youssef Masrahi 45 s 08                                                                                  | Ali Khamis 45 s 65                                                                | Yūzō Kanemaru 45 s 95                                                                           |
| 800 m | Musaab Abdelrahman Balla 1 min 46 s 92                                                                   | Abdulaziz Ladan Mohammed 1 min 47 s 01                                            | Bilal Mansour Ali 1 min 48 s 56                                                                 |
| 1 500 m | Emad Hamed Nour 3 min 39 s 51                                                                            | Mohamad al-Garni 3 min 40 s 75                                                    | Belal Mansoor Ali 3 min 40 s 96                                                                 |
| 5 000 m | Dejene Regassa 13 min 53 s 25                                                                            | Alemu Bekele 13 min 57 s 23                                                       | Emad Hamed Nour 14 min 5 s 88                                                                   |
| 10 000 m | Alemu Bekele 28 min 47 s 26                                                                              | Bilisuma ShugiGelas 28 min 58 s 67                                                | Ratiram Saini 29 min 35 s 42                                                                    |
| 110 m haies | Jiang Fan 13 s 61                                                                                        | Abdulaziz al-Mandeel 13 s 78                                                      | Wataru Yazawa 13 s 88                                                                           |
| 400 m haies | Yasuhiro Fueki 49 s 86                                                                                   | Cheng Wen 50 s 07                                                                 | Satinder Singh 50 s 35                                                                          |
| 3 000 m steeple | Tareq Mubarak Taher 8 min 34 s 77                                                                        | Dejenee Regassa 8 min 37 s 40                                                     | Tsuyoshi Takeda 8 min 48 s 48                                                                   |
| 4 × 100 m | Hong Kong Tang Yik Chun Lai Chun Ho Ng Ka Fung Tsui Chi Ho 38 s 94                                       | Japon Kazuma Ōseto Kei Takase Sōta Kawatsura Yuichi Kobayashi 39 s 11             | Chine Guo Fan Xie Zhenye Su Bingtian Chen Qiang 39 s 17                                         |
| 4 × 400 m | Arabie saoudite Mohamed al-Subian Mohamed Ali al-Bishi M. Obeid al-Salhi Youssef al-Masrahi 3 min 2 s 53 | Japon Yusuke Ishitsuka Yūzō Kanemaru Kazuka Watanabe Hideyuki Hirose 3 min 4 s 46 | Sri Lanka D Priyashantha T.H. C Dilhan Aloka W D K Senevirathna K A Gunarathna Y M 3 min 4 s 92 |
| Saut à la perche | Xue Changrui 5,60 m                                                                                      | Lu Yao 5,20 m                                                                     | Jin Min-sub 5,20 m                                                                              |
| Saut en longueur | Wang Jianan 7,95 m                                                                                       | Prem Kumar Kumaravel 7,92 m                                                       | Tang Gongchen 7,89 m                                                                            |
| Triple saut | Cao Shuo 16,77 m (+ 0,1)                                                                                 | Renjith M 16,76 m (+ 2,1 vf)                                                      | Arpinder Singh 16,58 m (+ 1,2)                                                                  |
| Saut en hauteur | Bi Xiaoliang 2,21 m                                                                                      | Jithin C. Thomas 2,21 m Keyvan Ghanbarzadeh 2,21 m                                | non attribuée                                                                                   |
| Lancer du poids | Sultan al-Habashi 19,68 m                                                                                | Chang Ming-Huang 19,61 m                                                          | Om Prakash Singh 19,45 m                                                                        |
| Lancer du disque | Vikas Gowda 64,90 m                                                                                      | Mohammad Samimi 61,93 m                                                           | Ahmed Mohammed Dheeb 60,82 m                                                                    |
| Lancer du marteau | Dilshod Nazarov 78,32 m                                                                                  | Ali Mohamed al-Zinkawi 74,70 m                                                    | Qi Dakai 74,19 m                                                                                |
| Lancer du javelot | Ivan Zaytsev 79,76 m                                                                                     | Sachith Maduranga 79,62 m                                                         | Samarjit Singh 75,03 m                                                                          |
| Décathlon | Dmitriy Karpov 8 037 pts                                                                                 | Akihiko Nakamura 7 620 pts                                                        | Leonid Andreyev 7 383 pts                                                                       |
| Records et Performances - AR : Record continental (area record) - CR : Record des championnats (championship record) - MR : Record du meeting (meet record) - NR : Record national (national record) - OR : Record olympique (olympic record) - PR : Record paralympique (paralympic record) - PB : Record personnel (personal best) - SB : Meilleure performance personnelle de la saison (season's best) - WL : Meilleure performance mondiale de l'année (world leader) - WJR : Record du monde junior (world junior record) - WR : Record du monde (world record) Circonstances et Conditions - DNF : N'a pas terminé (did not finish) - DNS : N'a pas pris le départ (did not start) - DQ : Disqualification (disqualification) - NM : Aucun essai valable enregistré (No Mark) - Q : Qualifié « directement » au prochain tour (ou à la prochaine compétition), lors d'une compétition majeure, grâce au classement ou à la réalisation des minima (automatic qualifier) - q : Qualifié au prochain tour (ou à la prochaine compétition), lors d'une compétition majeure, grâce au repêchage ou à la réalisation de l'une des meilleures performances parmi celles des « non qualifiés directement » (grâce au meilleur temps ou à la meilleure distance par exemple) (secondary qualifier) | |                                                                                   |                                                                                                 |

## Tableau des médailles
| Rang | Nation              | Or | Argent | Bronze | Total |
| ---- | ------------------- | -- | ------ | ------ | ----- |
| 1    | Chine               | 16 | 6      | 5      | 27    |
| 2    | Bahreïn             | 5  | 7      | 3      | 15    |
| 3    | Japon               | 4  | 6      | 10     | 20    |
| 4    | Arabie saoudite     | 4  | 2      | 1      | 7     |
| 5    | Ouzbékistan         | 3  | 4      | 1      | 8     |
| 6    | Inde                | 2  | 6      | 9      | 17    |
| 7    | Kazakhstan          | 2  | 1      | 2      | 5     |
| 8    | Émirats arabes unis | 2  | 1      | 0      | 3     |
| 9    | Qatar               | 1  | 2      | 1      | 4     |
| 10   | Thaïlande           | 1  | 0      | 2      | 3     |
| 11=  | Hong Kong           | 1  | 0      | 0      | 1     |
| 11=  | Tadjikistan         | 1  | 0      | 0      | 1     |
| 13   | Iran                | 0  | 3      | 0      | 3     |
| 14   | Sri Lanka           | 0  | 2      | 1      | 3     |
| 15   | Koweït              | 0  | 2      | 0      | 2     |
| 16   | Taipei chinois      | 0  | 1      | 1      | 2     |
| 17   | Corée du Sud        | 0  | 0      | 2      | 2     |
| 18=  | Liban               | 0  | 0      | 1      | 1     |
| 18=  | Oman                | 0  | 0      | 1      | 1     |
| 18=  | Corée du Nord       | 0  | 0      | 1      | 1     |
|      | Total               | 42 | 43     | 41     | 126   |